# 野口諭実可
野口 諭実可（のぐち ゆみか、1992年7月28日 - ）は、群馬県出身の女子競輪選手。日本競輪選手会大分支部所属（当初は群馬支部所属）、ホームバンクは別府競輪場。日本競輪学校（当時。以下、競輪学校）第102期生。

## 経歴
幼い頃はゲームが好きなインドア派だったが、両親から勧められ空手を習ったことがスポーツを始めたきっかけであった。中学生になると水泳部へ入部、競泳では伊勢崎市佐波郡中学校春季水泳大会100m自由形で2位となった経歴を持つ。ただ、進学した常盤高校では部活はせず、いわゆる「帰宅部」だった。
高校卒業を控え進路を考えた時に、大学進学は毛頭になく自衛隊への入隊も考えていたが、元々父親が競輪ファンであり親子で競輪を観る機会が増えたこと、周囲がガールズケイリンが始まることを教えてくれたこと、そして野球部の顧問の先生も競輪ファンでトレーニングに付き合ってくれたこともあり、競輪選手を目指すことになった。
2011年2月25日、競輪学校第102回適性試験に合格。ただ、高校入学以降はほぼ運動をしていなかったこともあり、在校競走成績は28位（1勝）。唯一の勝利は卒業記念レースで最後のレースで取ったものだった。
2012年7月6日、京王閣競輪場でデビューし5着。初勝利は2013年7月27日の平塚競輪場。
当初の成績は低迷したが、やがて慣れてくると3年目あたりで成績が安定するようになる。ただ、デビューしてから5年目の2016年、現状打破を考えていたその時、競輪場内で物品販売に来ていた川野信一郎（52期、引退）から声を掛けられ、川野のいる大分へ出稽古に出向いたことが飛躍のきっかけとなった。そして環境を変えるため、2018年11月19日付けで、日本競輪選手会大分支部に移籍。
2021年2月27日の小倉FII（ミッドナイト）で初優勝。
2023年1月15日、同年のガールズケイリンコレクション平塚ステージ（5月）出場権を賭けたコレクショントライアル（いわき平）で決勝2着となり、初のビッグレース出場権を獲得。
2025年2月7日の大宮競輪（F1 日刊スポーツ新聞社杯）参加中にドーピング検査対象選手に選定され尿検体を採取したところ、同年2月28日、分析機関より野口のA検体から禁止物質である蛋白同化男性化ステロイド薬「ナンドロロン」の代謝物、抗エストロゲン薬の「クロミフェン」及びその代謝物及び 「タモキシフェン」の代謝物が検出されたとの通知があった。
同年3月2日からあっせん保留とされ、その後野口への事情聴取等の調査の結果、JKAから禁止薬物によるドーピング違反と認定されたことで、同年4月1日から3か月間の出場あっせん停止処分が科された（実際は選手会からも別途で制裁を受けているため、7月以降もレースに復帰できていない）。